# Microprotopus raneyi
Microprotopus raneyi är en kräftdjursart som beskrevs av Wigley 1966. Microprotopus raneyi ingår i släktet Microprotopus och familjen Isaeidae. Inga underarter finns listade i Catalogue of Life.